# Octopoma octojuge
Octopoma octojuge är en isörtsväxtart som först beskrevs av L. Bol., och fick sitt nu gällande namn av Nicholas Edward Brown. Octopoma octojuge ingår i släktet Octopoma och familjen isörtsväxter. Inga underarter finns listade i Catalogue of Life.